# ملیک ماویساکالیان
ملیک بابکنی ماویساکالیان (ملیک-ماویساکالیان) (ارمنی: Մելիք Բաբկենի Մավիսակալյան (Մելիք-Մավիսակալյան)؛  زادهٔ ۲۳ سپتامبر ۱۹۳۷) رهبر ارکستر و آهنگساز اهل ارمنستان. وی از سال میلادی تاکنون مشغول فعالیت بوده است.

## زندگی‌نامه
وی در ۲۳ سپتامبر ۱۹۳۷ در ایروان به دنیا آمد و از کنسرواتوار دولتی کومیتاس ایروان فارغ‌التحصیل گشت.   وی همچنین برندهٔ جوایزی همچون هنرمند مردمی جمهوری ارمنستان (۲۰۱۲) و چهره هنری شایسته ارمنستان شوروی (۱۹۸۲) شده است.